# Santa Cruz, Ilamatlán
Santa Cruz är en ort i Mexiko.   Den ligger i kommunen Ilamatlán och delstaten Veracruz, i den sydöstra delen av landet, 170 km norr om huvudstaden Mexico City. Santa Cruz ligger 924 meter över havet och antalet invånare är 758.
Terrängen runt Santa Cruz är huvudsakligen kuperad, men söderut är den bergig. Runt Santa Cruz är det ganska tätbefolkat, med 58 invånare per kvadratkilometer. Närmaste större samhälle är Xochiatipan de Castillo, 14,6 km öster om Santa Cruz. I omgivningarna runt Santa Cruz växer i huvudsak städsegrön lövskog.